# نمول أنبوبي
نمول أنبوبي (الاسم العلمي:Alternanthera tubulosa) هو نوع من النباتات يتبع جنس النمول من الفصيلة القطيفية.